# Antenor Patiño
Antenor Patiño Rodríguez (* 12. Oktober 1896 in Oruro; † 2. Februar 1982 in New York City) war ein bolivianischer Diplomat und Unternehmer.

## Leben
Antenor Patiño Rodríguez war der Sohn von Albina Rodriguez Ocampo (1860–1953) und Simón I. Patiño.
Er war in den 1920er Jahren Gesandtschaftssekretär in Paris. Von 8. April 1931 bis 14. April 1931 war er bolivianischer Geschäftsträger in Madrid. Von März 1938 bis Mai 1945 war er bolivianischer Geschäftsträger in London.
In Bolivien wurden, nachdem am 21. Juli 1946 Gualberto Villarroel López gestürzt und vor dem Nationalpalast an einer Laterne aufgehängt worden war, die Zinnbergwerke Schauplatz politischer Auseinandersetzungen. Die Gewerkschaften der Bergwerke Siglo XX und Catavi forderten eine Lohnerhöhung von 60 Prozent. Der Arbeitsminister bestellte einen Schlichter. Der im April 1947 verkündete Schlichterspruch wurde von beiden Tarifparteien abgelehnt.
Am 20. April 1947 erbte Antenor Patiño Rodríguez die Patiño Mines and Enterprises Consolidated, Inc. von seinem Vater. Die organisierten Arbeiter traten in Streik, nach 17 Tagen ordnete die Regierung Enrique Hertzog Gazaizabal die Wiederaufnahme der Zinnförderung an, worauf die Arbeiter teilweise bewaffnet die Arbeit aufnahmen, was dazu führte, dass die ausländischen Mitarbeiter und das Management die Betriebe verließen. Patiño Mines sperrte die Beschäftigten aus, wogegen diese eine einstweilige Verfügung bei Gericht beantragten. Antenor Patiño Rodríguez schrieb von seiner Hazienda Pairumani bei Cochabamba einen Brief an Präsident Enrique Hertzog Gazaizabal. Das Unternehmen hätte den besten Willen gezeigt, den Betrieb wieder aufzunehmen. Wie aber bereits dem Arbeits- und Innenminister mitgeteilt wurde, sei ein normaler Betrieb der Bergwerke mit Arbeitern, die sich mit Gewehren aus Armeebeständen bewaffnet hätten, nicht möglich. Er warf den Arbeitern vor, sie würden keine Hierarchie anerkennen und wies Vorwürfe zurück, die Unternehmensleitung würde den Betrieb sabotieren. Vielmehr sei auf dem Kongress der Bergleute in Pulacayo die Losung für solche Aktionen ausgegeben worden. Die Gestehungskosten per Pfund Zinn seien von 1,61 US-Dollar 1942 um 60 Prozent auf 2,21 US-Dollar 1946 gestiegen. Während 1942 68 Tageslöhne aufgewandt wurden, um eine Tonne Zinn zu produzieren, seien 1946 81 erforderlich gewesen. Von 1943 bis 1947 habe sich die Zahl der Beschäftigten um 8.000 erhöht, während die Produktion gesunken sei. Die Regierung wiederholte ihre Aufforderung, die Produktion wieder aufzunehmen, der die Unternehmensleitung nachkam.
Auch in den anderen Bergbauregionen war die Situation angespannt. Im Bergwerk San José und im Ingenio Machacamarca, einem Unternehmen von Moritz Hochschild, wurde die Produktion eingestellt, da die Gestehungskosten die Verkaufserlöse überstiegen, was zu Demonstrationen in Oruro führte.
Ende Juli 1947 legte Patiño Mines der Regierung einen Unternehmensführungsplan vor, der für eine Produktionsausweitung die Entlassung aller Beschäftigten mit gesetzlich vorgesehenen Abfindungszahlungen und einer anschließenden Wiedereinstellung von 95 Prozent der Beschäftigten zu einem von der Regierung vorgesehenen Mindestlohn sowie Leistungszulagen vorsah. Den fünf Prozent Nichtwiedereingestellten würden die Kosten für die Rückführung in ihre Herkunftsregion erstattet. Ziel sei es, notorische Abweichler und Störer des Betriebsfriedens zu entfernen. Obwohl im bolivianischen Nationalkongress drei Bergleute saßen, der Arbeitsminister Alfredo Mendizábal von der Partido de Izquierda Revolucionaria (PIR) von José Antonio Arze gestellt wurde, erreichte Patiño Mines, dass die Entschädigungsleistungen von 70 Millionen Bolivianos durch die Banco Central aus dem Verkauf von 1.500.000 US-Dollar aufgebracht wurden, da das Ausschalten von Opposition eine Investition sei, die der Wirtschaft der Nation zugutekäme, womit die Federación Sindical de Trabajadores Mineros de Bolivia ausmanövriert war.
Im April 1952 kam die Movimiento Nacionalista Revolucionario an die Macht, am 2. Oktober 1952 wurde die Corporación Minera de Bolivia (COMIBOL) gegründet, die entsprechend einem Dekret vom 30. Oktober 1952 die Leitung der bolivianischen Zinnbergwerke übernahm und die bisherigen Eigner entschädigte.
Er investierte in die Hotelanlagen Las Hadas in Manzanillo (Mexiko) und Las Alamandas in Jalisco.

## Familie
Am 8. April 1931 heiratete Antenor Patiño Rodríguez in Madrid in erster Ehe María Cristina Christina de Borbón y Bosch-Labrús (* 15. Mai 1913 in Madrid; † 28. Juli 2002), eine Verwandte von Alfons XIII. Die aus dieser Ehe stammende María Isabel Patiño y Borbón (1935–1954) heiratete den britischen Investor James Goldsmith (1933–1997), Nachkomme der Frankfurter Bankiersfamilie Goldschmidt.
Am 8. Januar 1960 heiratete Antenor Patiño Rodríguez in London in zweiter Ehe Beatriz de Rivera y Digeon (1911–2009).